# Cahiers philosophiques (Lénine)
Pour les articles homonymes, voir Cahiers philosophiques (homonymie).
Les Cahiers Philosophiques (en russe Filosofskiye tetradi) de Lénine sont une série de résumés et de commentaires sur des œuvres philosophiques. Parmi les œuvres figurent Aristote, Hegel, Feuerbach, Marx et Deborin. Les notes de Lénine sur la dialectique ont joué un rôle influent dans les études soviétiques et chinoises sur la contradiction et l’unité des contraires. Les Cahiers sont souvent comparés et opposés à Matérialisme et à l'empiriocriticisme de Lénine,.
L'interprétation correcte des carnets joue un rôle majeur dans le débat mécaniste des années 1920 en URSS, et dans la controverse Un se divise en deux de 1964 en Chine.